# Juan Antonio San Epifanio
Juan Antonio San Epifanio Ruiz (* 12. Juni 1959 in Saragossa), meist Epi genannt, ist ein ehemaliger spanischer Basketballspieler. Er war in den 1980er Jahren einer der bedeutendsten Spieler Europas, mit 239 Spielen für die spanische Nationalmannschaft. Mit dem FC Barcelona gewann er 7 Meisterschaften und holte 11 Pokalsiege.
Er nahm mit der spanischen Basketballnationalmannschaft an den Olympischen Sommerspielen 1980, 1984, 1988 und 1992 teil und gewann 1984 die Silbermedaille. Bei der Eröffnungsfeier der Olympischen Sommerspiele 1992 in Barcelona war er der vorletzte Läufer mit der olympischen Fackel.
Epi wurde im Mai 2008 als eine der fünfzig bedeutendsten Persönlichkeiten des Basketballsports in Europa geehrt. Die Ehrung erfolgte durch die Euroleague Basketball im Rahmen einer offiziellen Zeremonie im Palacio de Deportes de la Comunidad de Madrid, in Madrid (Spanien).